# Giordano Rota
Giordano Rota (Bergamo, 5 aprile 1970) è un monaco dell'abbazia di Pontida (Bergamo). Dal 28 luglio 2010 è
abate presidente nel capitolo generale della Congregazione Cassinese; dal 23 ottobre 2010 al 1º luglio 2013 è stato amministratore apostolico dell'abbazia territoriale della Santissima Trinità di Cava de' Tirreni.

## Biografia
Nato a Bergamo il 5 aprile 1970, dopo aver conseguito il diploma di ragioniere e perito commerciale, ha avuto una breve esperienza di lavoro come operatore informatico presso il quotidiano L'Eco di Bergamo, interrotta dal servizio militare svolto a Savona. In seguito ha lavorato per tre anni e mezzo in una banca di Bergamo.
Nel 1994 è entrato nel monastero dell'Ordine di San Benedetto di Pontida, dove ha emesso la professione temporanea nel 1996 e la solenne nel 1999. Il 30 settembre 2000 è stato ordinato presbitero.
Ha coronato gli studi di teologia compiuti prima nel seminario di Bergamo, poi presso la Pontificia Università Lateranense di Roma conseguendo il dottorato in diritto canonico. Presso la Biblioteca Apostolica Vaticana ha invece conseguito il diploma in Biblioteconomia.
Agli studi ha aggiunto gli impegni in monastero come vice maestro dei novizi e vicario parrocchiale nella parrocchia di Pontida. Nel 2004 è stato eletto procuratore generale della Congregazione Cassinese. Il 28 luglio 2010 gli viene affidata, dal capitolo generale della congregazione, la massima carica di presidente.
Il 23 ottobre 2010 è stato nominato amministratore apostolico dell'abbazia territoriale della Santissima Trinità di Cava de' Tirreni, proprio nell'anno impegnativo delle celebrazioni del millennio dalla fondazione. L'incarico è cessato il 1º luglio 2013, quando è stato nominato, al suo posto, padre Leone Morinelli.
Rientrato nel suo monastero di origine, a Pontida, viene eletto abate il 15 luglio 2013.